# USS LST-495
O USS LST-495 foi um navio de guerra norte-americano da classe LST que operou durante a Segunda Guerra Mundial.